# Bischofshof (Linz)

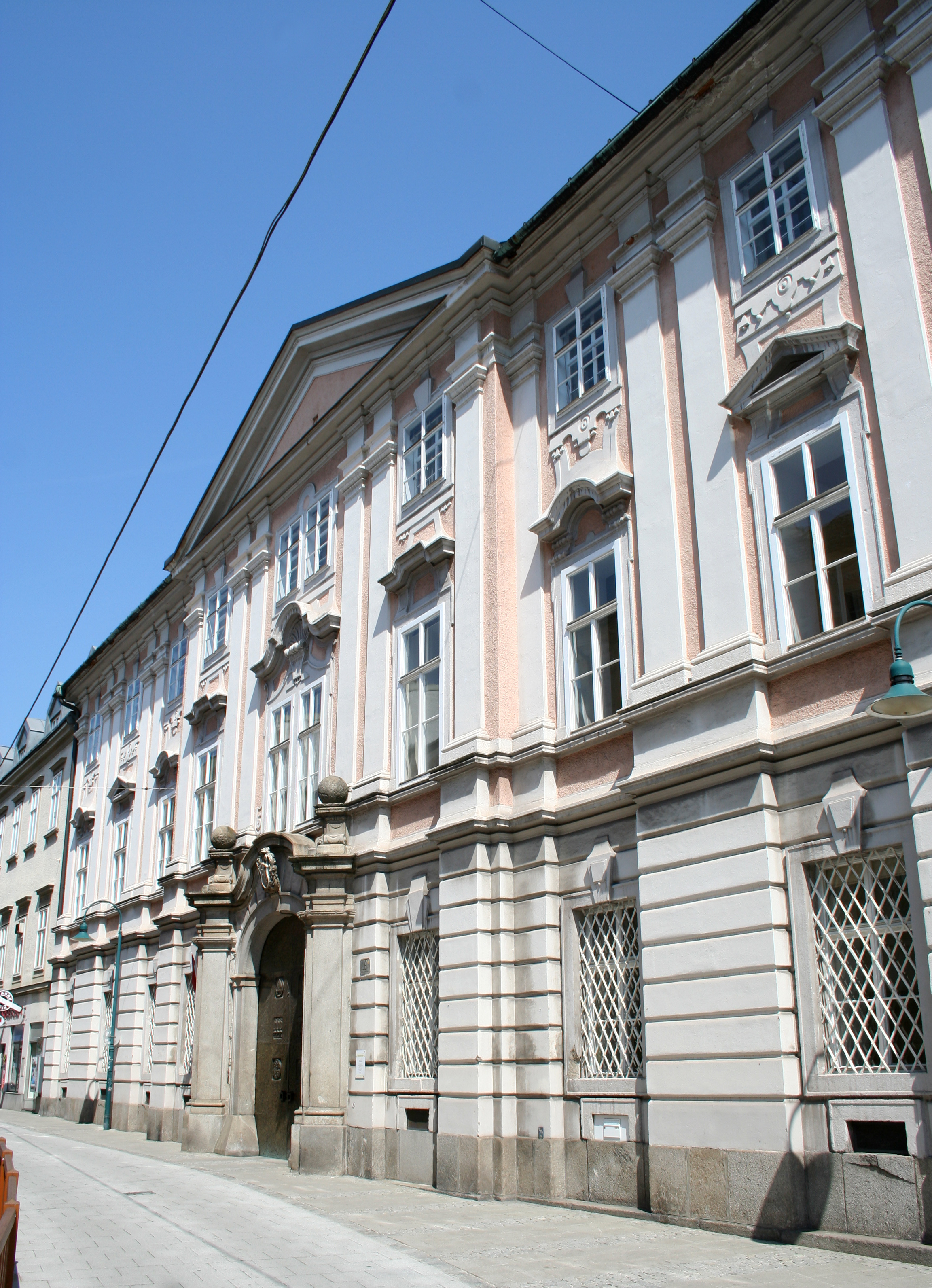
Bischofshof Linz

Der Linzer Bischofshof, die Residenz der Bischöfe der  Diözese Linz, befindet sich in der Herrenstraße 19 und wurde 1722 in der heutigen Form gebaut.

## Geschichte
1700 erbaute der Pfleger von Schloss Losensteinleithen, Franz Michael Greiner ein Haus. Im Jahr 1719 erwarb des Stift Kremsmünster durch Abt Alexander Strasser das Gebäude und ließ es durch Jakob Prandtauer neu errichten. Kaiser Joseph II. bestimmte 1784 das Stiftshaus zum Bischofshof der neu geschaffenen Diözese Linz. Im Jahr 1883 kaufte das Bistum Linz unter Bischof Franz Josef Rudigier dem Stift Kremsmünster ab.

## Beschreibung
Das Bronzetor wurde 1967 nach dem Entwurf von Peter Dimmel geschaffen.
Vom Bischofsgarten bestand bis ins 20. Jahrhundert ein direkter Durchgang zum Gastgarten des Klosterhofs, der bis heute im Eigentum des Stiftes Kremsmünster steht.